# Autoradiogram

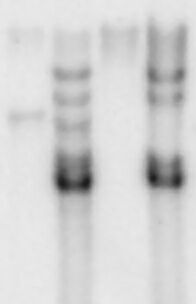
Fragment autoradiogramu

Autoradiogram – obraz uzyskiwany na materiale światłoczułym, który miał kontakt z materiałem radioaktywnym, np. skrawkiem komórki zawierającej związki znakowane izotopami promieniotwórczymi. Na autoradiogramie widać szczegółowe rozmieszczenie składników radioaktywnych.
Jako pierwszy autoradiogramy zastosował Henri Becquerel podczas badania promieniowania emitowanego przez rudę uranową.